# Bhinneka Tunggal Ika

Het wapen met de spreuk

Bhinneka Tunggal Ika is de wapenspreuk van Indonesië. Deze Oud-Javaanse zin wordt meestal vrij vertaald als 'Eenheid in verscheidenheid'. Letterlijk betekent die echter '(Ofschoon) verdeeld in stukken, toch één'.
Deze zin is een citaat uit het Oud-Javaanse literair werk Kakawin_Sutasoma. Dit is een gedicht dat geschreven werd door Mpu Tantular uit Majapahit in de loop van de 14e eeuw.
Dit gedicht is bijzonder omdat het verdraagzaamheid propageert tussen Hindoes (Shivaïeten) en Boeddhisten.
Het citaat komt uit zang 139, vers 5. Het hele vers luidt als volgt:
Rwâneka dhâtu winuwus Buddha Wiswa,
Bhinnêki rakwa ring apan kena parwanosen,
Mangka ng Jinatwa kalawan Siwatatwa tunggal,
Bhinnêka tunggal ika tan hana dharma mangrwa.
Vertaling:
- Men zegt dat Boeddha en Siwa twee verschillende substanties zijn.
- Ze zijn inderdaad verschillend, maar hoe is het mogelijk om hun verschil in een oogopslag te herkennen?
- omdat de leer van Jina (Boeddha) en de leer van Shiva één en dezelfde is.
- Ze zijn inderdaad verschillend, maar toch dezelfde, omdat er geen dualisme is in de waarheid.